# Pauluskirche (Ostercappeln)

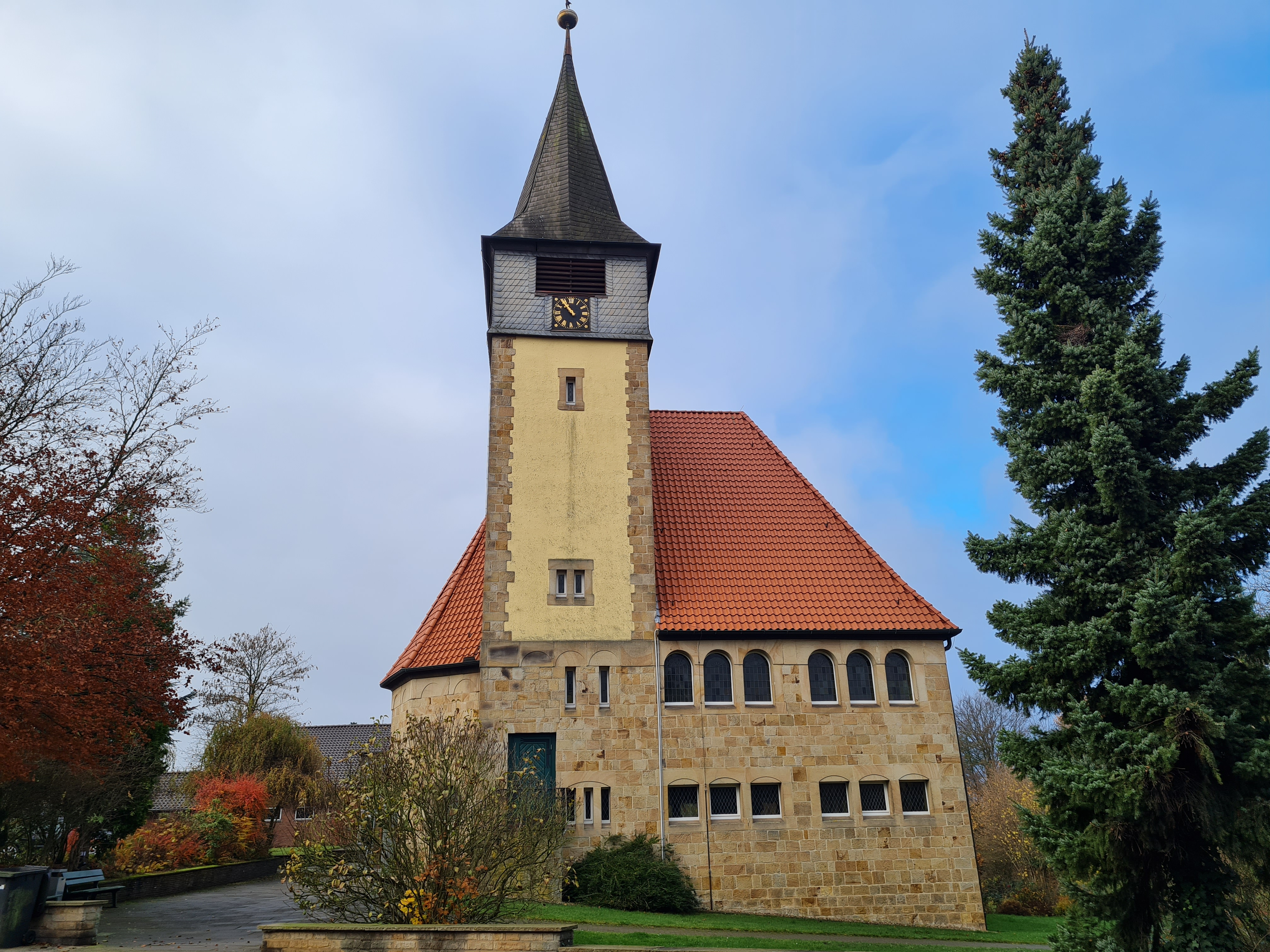
Ev.-luth. Pauluskirche

Die evangelisch-lutherische Pauluskirche, teilweise auch als Paulus-Kirche bezeichnet, in Ostercappeln ist ein von Mitte 1913 bis Anfang 1914 errichtetes Sakralgebäude, das sich derzeit in Benutzung der Paulus-Kirchengemeinde Ostercappeln, einer Mitgliedsgemeinde des Kirchenkreises Bramsche, befindet. Die Kirche ist nach dem Apostel Paulus benannt.

## Geschichte
Da lutherische Gottesdienste seit 1524 auch für Ostercappelner Gemeindemitglieder in der rund acht Kilometer entfernten Gutskapelle Arenshorst stattfanden, die Ostercappelner jedoch einen stets beschwerlichen Kirchweg zurücklegen mussten, wurde im Jahr 1909 eine „Kollaboratur“ – hier eine zum Wohle der kirchlich-gemeinschaftlichen Zusammenarbeit geschaffene Zweigstelle – unter Leitung eines Hilfspastors in Ostercappeln selbst eingerichtet (die sonntäglichen Gottesdienste wurden im Saal eines Gasthauses abgehalten). Zur gleichen Zeit wurde ein Kirchbauverein gegründet, der Spenden zum Zwecke eines Kirchbaus einwarb. Nachdem ein Ostercappelner Gemeindemitglied ein Grundstück zum Bau eines Gotteshauses zur Verfügung gestellt hatte, kurz darauf, 1912, ein Osnabrücker Architekt mit der Planung der Kirche beauftragt wurde, legte man am 4. Juni 1913 den Grundstein. Zehn Monate später, am 26. April 1914, folgte die Einweihung des als Filialkirche der Arenshorster „Mutterkirche“ erbauten Gebetshauses, die im Jahr 1965 ihre Unabhängigkeit erlangte und eine eigene Pfarrstelle erhielt. Am 26. April 2014 feierte die Gemeinde das 100-jährige Bestehen der Kirche unter Beiwohnen zahlreicher regionaler Persönlichkeiten.

## Ausstattung
Die Kirche ist mit einer durch Gemeinde-angehörige Tischler geschaffenen Sammlung geschnitzter Unikate ausgestattet, darunter kolorierte christliche Schnitzereien an Kanzel, Altar sowie Taufbecken.

## Lage
Seit 1967 ist die Kirche an ein Gemeindehaus angeschlossen, seit 2002 befindet sich ein Kindergarten in unmittelbarer Nähe. Gegenüber der Kirche liegt der gemeindliche Friedhof, an den wiederum der kommunale angrenzt.